# Cabin in the Sky
Cabin in the Sky (bra: Uma Cabana no Céu; prt: Um Lugar no Céu) é um filme norte-americano de 1943, do gênero comédia fantástico-musical, dirigido por Vincente Minnelli e Busby Berkeley.

## Produção
O filme é a elogiada versão para o cinema da fantasia musical que teve 156 apresentações na Broadway entre 1940 e 1941.
Cabin in the Sky foi o primeiro filme dirigido por Vincente Minnelli e o primeiro da MGM com elenco inteiramente negro desde Hallelujah, de 1929 (nesse ínterim, só houve mais um, The Green Pastures (1936), produzido pela Warner Bros.). Busby Berkeley, não creditado, dirigiu alguns números musicais.
Fazem parte do elenco Louis Armstrong e Duke Ellington e sua orquestra. Ethel Waters e Rex Ingram também estiveram na montagem teatral, assim como Minnelli e o produtor Albert Lewis.
O sucesso do filme ajudou Minnelli a conseguir a direção do clássico Meet Me in St. Louis, realizado no ano seguinte.
Entre as canções, as mais lembradas são Happiness Is a Thing Called Joe, Taking a Chance on Love, Cabin in the Sky e Honey in the Honeycomb, todas cantadas por Lena Horne, sozinha ou em dueto com Eddie 'Rochester' Anderson. Happiness Is a Thing Called Joe foi indicada ao Oscar de melhor canção original.

## Sinopse
Morador de favela, Joe está dividido entre a fiel esposa Petunia e a insinuante, sedutora Georgia. Ferido em uma briga de bar, ele sonha que é o centro do embate entre um anjo e Lúcifer, que disputam sua alma. Para não cair direto no fogo do Inferno, é dada a ele uma segunda chance, a chance de se redimir aqui na Terra...

## Premiações
| Prêmio     | Categoria              | Recipiente                                                          | Situação |
| ---------- | ---------------------- | ------------------------------------------------------------------- | -------- |
| Oscar 1944 | Melhor canção original | Harold Arlen e E. Y. Harburg, por "Happiness Is a Thing Called Joe" | Indicado |

## Elenco
| Ator/Atriz                 | Personagem      |
| -------------------------- | --------------- |
| Ethel Waters               | Petunia         |
| Eddie 'Rochester' Anderson | Joe             |
| Lena Horne                 | Georgia         |
| Louis Armstrong            | Trompetista     |
| Rex Ingram                 | Lucifer Jr.     |
| Kenneth Spencer            | Reverendo Green |
| John William Sublett       | Domino Johnson  |
| Oscar Polk                 | Diácono         |
| Butterfly McQueen          | Lily            |